# Valle d'Alesani
Valle d'Alesani (in francese Valle-d'Alesani, in corso E Valle d'Alisgiani) è un comune francese di 143 abitanti situato nel dipartimento dell'Alta Corsica nella regione della Corsica.

## Società

### Evoluzione demografica
Abitanti censiti